# Ørðavíkarlíð
Ørðavíkarlíð, kaldes lokalt også blot Líðin, er en bygd ca. 3 fra Ørðavík på Færøernes sydligste ø Suðuroy. Bygden havde 56 indbyggere den 1. januar 2025. Líðin ligger på den sydlige side af Trongisvágsfjørður og er en del af Tvøroyrar kommuna. Nogle virksomheder er placeret der samt Rúsan, som ejes af Færøernes Landsstyre og er det eneste sted på øen som har lov til at sælge stærk spiritus, i samme bygning ved Langabakki, findes også Föroya Bjór (øldepot og udsalg).
Krambatangi er øens færgehavn, ligger også i Ørðavíkarlíð. Krambatangi er et stednavn på Suðuroy, som var temmelig ukendt indtil 2005, da den nye færgehavn til den nye Smyril blev indviet.
Ved Drelnes i Ørðavíkarlíð ligger også kulturcenteret Saltsiloen.
Navnet Øravíkarlíð er sammensat af stednavnet Øravík og líð (f. bestemt form: líðin), som betyder "græsklædt, stejlt skrånende bjergskråning (ofte på en klippe)". Fordi Øravíkarlíð ikke har sit eget postnummer, regnes det generelt som en del af Ørðavík  (i syd) og/eller Trongisvágur (i nord), selvom alle tre steder hører til Tvøroyri Kommune. Ikke desto mindre optræder den særskilt i befolkningsstatistikker samt på nogle kort. Faktisk er det en sydlig forstad til det sammenhængende bosættelsesområde Trongisvágur.

## Galleri
- Ørðavíkarlíð's placering
- Den gamle og nye Smyril 15. oktober 2005 ved Krambatangi færgehavn.
- Smyril ved Krambatangi.
- Støttekoncert i Saltsiloen ved Drelnes den 15. maj 2010, før den blev  restaureret.